# 1172
1172 (MCLXXII) fue un año bisiesto comenzado en sábado del calendario juliano.

## Acontecimientos
- Saladino se apodera del puerto de Ayla sobre el mar Rojo, para atacar Siria.
- 1 de marzo : Inicio del reinado de Bela III, rey de Hungría (hasta 1196).
- Establecemiento de la orden de Santiago en Portugal, se le conceden las localidades de Arruda dos Vinhos y, posteriormente, Alcácer do Sal, Almada y Palmela.
- El rey D. Afonso Henríquez asocia a su hijo D. Sancho en el gobierno del reino de Portugal.
- Creación en el reino de Aragón del obispado de Albarracín, (hoy en Teruel).
- Gerardo II de Rosellón dona su condado al rey de Aragón Alfonso II el Trovador.

## Nacimientos
- Gebra Maskal Lalibela, rey de Etiopía.
- Balduino I de Constantinopla, futuro emperador latino de Bizancio, conde de Flandes y Hennegau, dirigente de la IV Cruzada (m. 1205)

## Fallecimientos
- Gerardo II, conde del Rosellón.
- Muhammad ibn Mardanis, el "rey lobo de Murcia" (n. 1124).
- San Isidro Labrador, santo en el siglo XVII.  (n. 1082).